# Markiezeneik
De Markiezeneik van Amelisweerd is een 30 meter hoge eik, die zich bevindt in het Markiezenbos: een natuurgebied met bos, water, stinsenplanten en grote biodiversiteit, in de provincie Utrecht.

## Geschiedenis
Deze boom werd in de 18e eeuw aangeplant door markies Maximilien Henri de Saint-Simon, de toenmalige eigenaar van het landgoed Amelisweerd.
De eik is ooit getroffen door de bliksem. De littekens die dit heeft veroorzaakt maken hem gemakkelijk herkenbaar: de sporen zijn zichtbaar op de bast. De gezondheid van de Markiezeneik lijkt er niet onder te lijden. Zo is er nieuw stamweefsel aangegroeid, waardoor de boom gestaag doorgroeit.
De toekomst van de eik lijkt onzeker door plannen voor de uitbreiding van de A27, die door dit bos heen loopt. Voor de beoogde uitbreiding van 9 naar 14 rijbanen zouden er 800 bomen gekapt moeten worden in het Markiezenbos, waaronder veel leeftijdsgenoten van de Markiezeneik.

## Boom van het jaar
In 2022 werd de Markiezeneik in een nationale verkiezing met 36.693 stemmen gekozen tot boom van het jaar. Ton Cornelissen zette zich in om de boom te laten winnen in de verkiezing die jaarlijks wordt georganiseerd door SBNL Natuurfonds. Door de media-aandacht die dit genereerde, wordt de boom steeds meer gezien als symbool in de discussie over de verbreding van de snelweg. In 2023 doet de Markiezeneik ook mee in de Europese verkiezing voor de boom van het jaar.